# Purple Rain (együttes)
A Purple Rain (hangul: 퍼플레인, Phophul rein, RR: Peopeul rein) dél-koreai rockegyüttes, mely 2019-ben alakult a JTBC csatorna Superband című zenei tehetségkutató műsorának keretében és a harmadik helyen végzett. Az együttes 2019. október 24-én aláírt a JTBC Studio-val, és 2020 februárjában The King Must Die címmel kislemezt jelentetett meg. Énekesük, Cshe Bohun (Chae Bohun) a The Vane alternatív rockegyüttes énekes-gitárosa is egyben. Az együttes többször fellépett az Immortal Songs című televíziós műsorban is, ahol a márciusi és áprilisi adásban a legjobb előadásért járó trófeát is elvitték.

## Tagjai
- Cshe Bohun (채보훈, Chae Bohun) (sz. 1992. augusztus 23.), vokál[8]
- Jang Dzsivan (양지완, Yang Jiwan) (sz. 1993), gitár[9]
- Kim Hadzsin (김하진, Kim Hajin) (sz. 1993), basszusgitár[9]
- I Nau (이나우, Lee Na-woo), zongora
- Csong Gvanghjon (정광현, Jeong Gwang-hyeon), dobok

## Diszkográfia
Középlemezek
- Op. 01. (2020. június 23.)[10]

Kislemezek
- The King Must Die (2020. február 28.)[11]
  - Zene és szöveg: Cshe Bohun (Chae Bohun), Kim Hadzsin (Kim Hajin)[12]

Stúdióalbumok
- Wanderer Fantasy (2020. augusztus 26.)[13]

Filmzene
- Bird (My Country: Egy új kor hajnala OST; 2019. november 8.)[14]
  - Zene és szöveg: Martian[15]

## Televíziós megjelenés
| Dátum                          | Csatorna | Műsor                              | Megjegyzés      |
| ------------------------------ | -------- | ---------------------------------- | --------------- |
| 2019. április 12. – július 12. | JTBC     | Superband                          | 3. helyezett    |
| 2020. március 28.              | KBS2     | Immortal Songs: Singing the Legend | Az est győztese |
| 2020. április 18.              | KBS2     | Immortal Songs: Singing the Legend | Az est győztese |
| 2020. május 2.                 | KBS2     | Immortal Songs: Singing the Legend |                 |